# Познанский, Семён Семёнович
Семён Семёнович Позна́нский (1894, Варшава —1983, Киев) — советский врач-гигиенист.

## Биография
В 1920 г. окончил Донской государственный университет. С 1920 года по 1928 год работал санитарным врачом в Ростове и Киеве. С 1928 по 1934 г. был ассистентом, а потом доцентом кафедры социальной гигиены Киевского медицинского института. В целом в довоенный период научная деятельность кафедры коммунальной гигиены характеризовалась стремлением охватить вопросы, которые возникли вследствие развития промышленности и сельского хозяйства и касались благоустройства городов, рабочих посёлков, сельских поселений.
С 1935 года начал работать в 1-м Московском медицинском институте на должности декана санитарно-гигиенического факультета. Одновременно занимал должность заведующего кафедрой коммунальной гигиены.
С 1943 года Семён Семёнович был заместителем директора по учебной и научной работе в Ставропольском медицинском институте, а с 1-го октября 1944 года в нём была создана кафедра организации здравоохранения в которой Семён Познанский стал заведующим кафедрой.
После войны, в октябре 1946 года, из-за реэвакуации Семён Семёнович был направлен обратно в Киевский медицинский институт. В 1965 году Семён Познанский совместно с архитектором Иосифом Каракисом впервые в истории школьного строительства осуществил эксперимент по дифференцированному режиму обучения.

## Цитаты
Со страницы Института гигиены Украины:

Велику роль у розвитку гігієни дітей і підлітків у СРСР зіграли радянські вчені М. О. Семашко, О. В. Мольков, П. М. Івановський, М.І. Корсунська, О. Я. Гуткін, С.Є. Совєтов, О. Г. Цейтлін, А. А. Маркосян, М. Д. Большакова, М. М. Ефенді-Заде, О. М. Канчелі, С. С. Познанський, Г. П. Сальникова, М. В. Антропова, С. М. Громбах і ін.

## Память
- 01.02.2007 в Киеве на Национальном медицинском университете имени А. А. Богомольца (проспект Победы, 34) открыта мемориальная доска из гранита с портретом С. Познанского.

## Публикации
Oпубликовал более 40 научных работ по вопросам санитарного состояния населения. Среди них:
- Познанский С., Каракис И., Черпинский М. Гигиенические вопросы строительства школ и детских учреждений — основные вопросы проектирования и эксплуатации школ с режимом широкой аэрации и двигательной активности учащихся. — 1961. Сборник под ред. Т. Сердюковской.[3]

### Книги
- Габович Р. Д., Познанський С. С. Гигиена. — К., 1993. — 504 с.
- Гигиена : учебник / Р. Д. Габочив, С. С. Познанский, Г. Х. Шахбазян. — 3-е изд., перераб. и доп. — К. : Вища школа, 1984. — 319 с.
- Подоляк-Шумило Н. Г., Познанський С. С. Шкільна гігієна: Навч. посібник для студ. пед. ін-тів. — К.: Вища школа, 1981. — 176 с.
- Подоляк-Шумило В. Г., Познанський С. С. Шкільна гігієна. — К.: Вища школа. — 1982. — 175 с.
- Познанський С. С. Самообслуговування і гігієнічне виховання учнів / С. С. Познанський // Радянська школа. — 1956. — № 9.